# Mirza Čehajić
Mirza Čehajić (* 28. April 1979) ist ein Handballtrainer und ehemaliger Handballspieler aus Bosnien und Herzegowina. 

## Spielerkarriere
Seine Karriere begann er bei H.V. Gračanica, später spielte er in Israel und der Türkei, dann beim RK Bosna Sarajevo, von wo er 2006 in die deutsche Handball-Bundesliga zu GWD Minden wechselte. Im Februar 2008 ging der 1,94 Meter große Rückraumspieler zum Wilhelmshavener HV, bevor er einen Vertrag beim Schweizer Erstligisten Wacker Thun unterzeichnete. Anschließend spielte er ab 2010 beim TV Gelnhausen. Zur Saison 2011/12 wechselte er zum HSC 2000 Coburg. Dort wurde sein Vertrag nach Ablauf der Saison 2012/13 nicht verlängert.
Mirza Čehajić bestritt 67 Länderspiele für die Nationalmannschaft von Bosnien und Herzegowina.

## Trainer
Ab 2013 war er Spielertrainer des Verbandsligisten HSG Kastellaun-Simmern, unter ihm gelang 2015 der Aufstieg in die Oberliga, und A-Jugendtrainer der JSG Hunsrück. Danach war er ein Jahr Trainer der HSG Irmenach-Kleinich-Horbruch. Er kehrte zur HSG Kastellan-Simmern zurück und 2023 gelang unter ihm der erneute Aufstieg in die Oberliga. Zwischenzeitlich war er Trainer der Frauenmannschaft.